# إدوارد س. جونز
إدوارد س. جونز (بالإنجليزية: Edward C. Jones) هو مهندس معماري أمريكي، ولد في 1822، وتوفي في 1902.